# Carl Ludwig Deffner

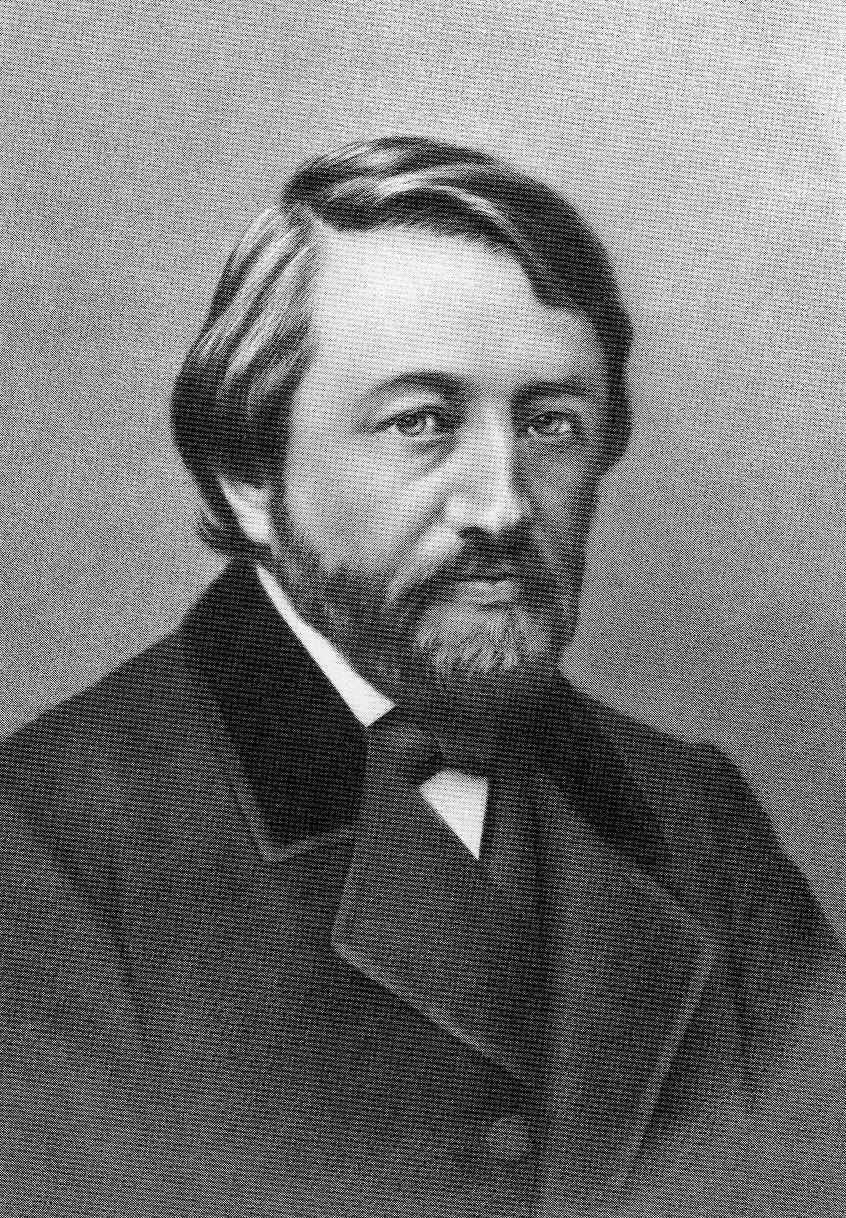
Carl Ludwig Deffner

Carl Ludwig Deffner (* 8. Februar 1817 in Esslingen; † 11. Juni 1877 ebenda) war ein württembergischer Unternehmer, Politiker, Geologe und Mineraloge.

## Leben
Carl Deffner war der Sohn des Unternehmers und Politikers Carl Deffner. Nach der Lateinschule in Esslingen (das heutige Georgii-Gymnasium) besuchte er von 1832 bis 1836 die polytechnische Schule in Stuttgart und machte anschließend ein Praktikum im väterlichen Betrieb. Von 1837 bis 1839  besuchte er das Polytechnische Institut in Berlin, er studierte Naturwissenschaften.
Nach Reisen in Schweden, Norwegen England und Frankreich war er seit Anfang der 1840er Jahre in der Firma seines Vaters, C. Deffner, tätig. Nach dem Tod des Vaters übernahm er 1846 die Firmenleitung der Metallwarenfabrik. Im Lauf der 1850er Jahre übergab Carl Deffner die Firmengeschäfte mehr und mehr an seinen jüngeren Bruder Wilhelm Deffner (1829–1897).

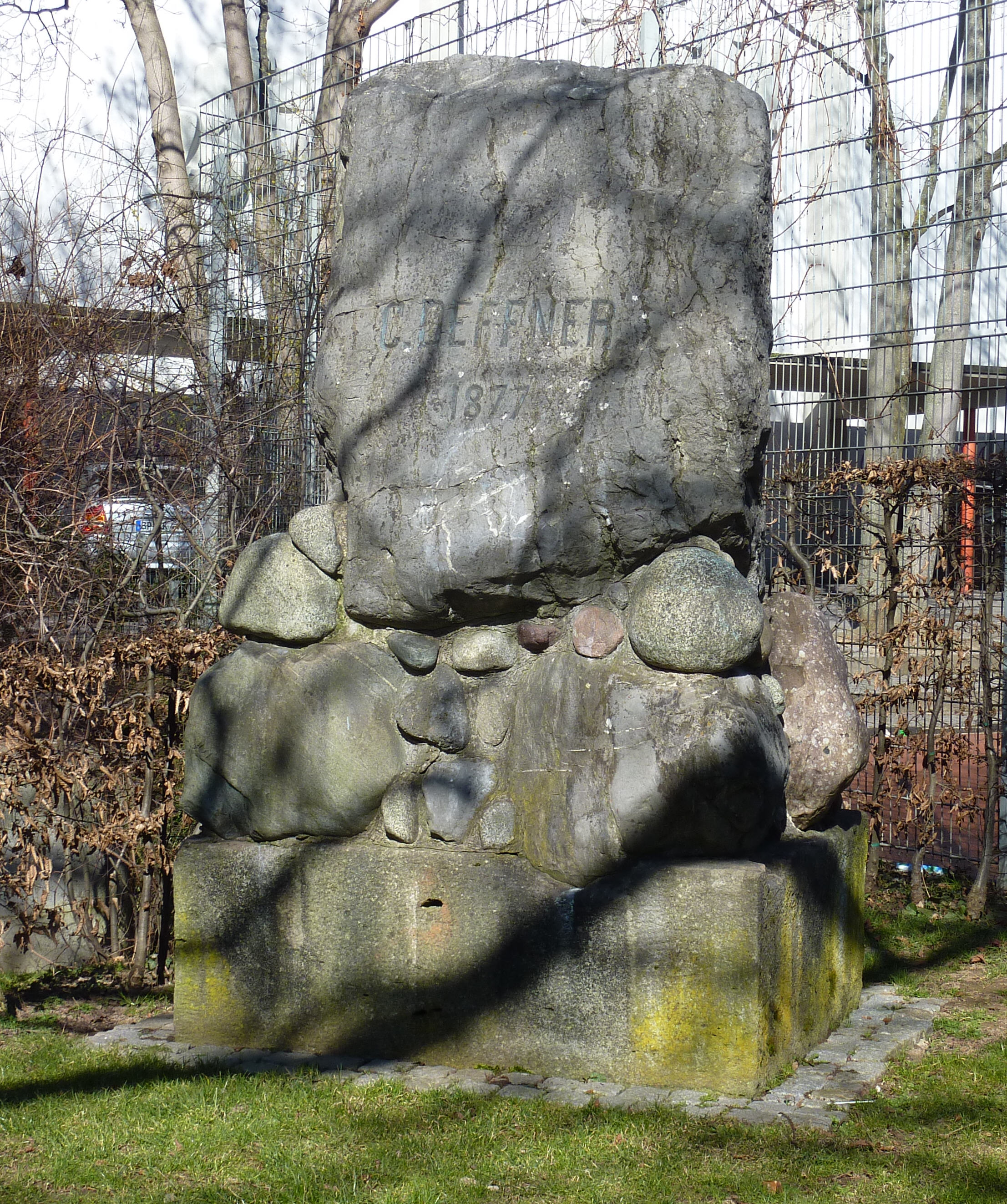
Deffnerstein

Er widmete sich in der Folge mehr und mehr der Geologie und Mineralogie. Unter anderem war er wesentlich an der Erforschung der Erdgeschichte des Rieses beteiligt. Mit zahlreichen Veröffentlichungen und Vorträgen schuf er sich einen hervorragenden Ruf als Mineraloge und Geologe.

## Politik
Von 1856 bis 1870 war er Mitglied der Zweiten Kammer der Württembergischen Landstände. Von 1868 bis 1870 gehörte er außerdem als Abgeordneter des Wahlkreises Württemberg 6 (Esslingen, Nürtingen, Schorndorf, Welzheim) dem Zollparlament an. Dort vertrat er den großdeutschen Standpunkt.

## Ehrungen
1876 wurde er zum Mitglied der Deutschen Akademie der Naturforscher Leopoldina gewählt.
Nach seinem Tode wurde ihm von seinen Mitbürgern in Esslingen ein Denkmal, der Deffnerstein, gesetzt.